# Boxberger-Preis Bad Kissingen
Der Boxberger-Preis Bad Kissingen ist ein mit 10.000 Euro dotierter Preis für wissenschaftliche Arbeiten auf dem Gebiet der Kur und medizinischen Rehabilitation am Kurort.

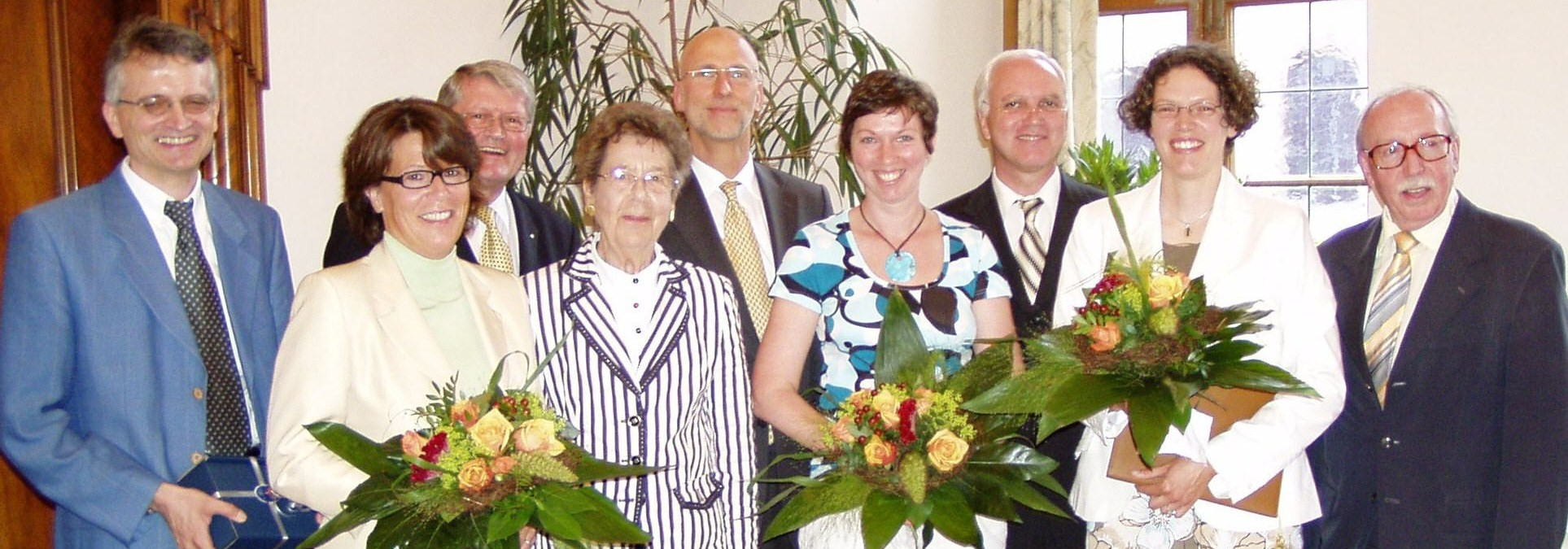
Die Preisträger des Jahres 2008 mit ihren Gratulanten: (von links) Stefan Lueger, Monika Reuß-Borst, Ekke Haupt, Christa Kraft (Vorsitzende der Boxberger-Stiftung Bad Kissingen), Oberbürgermeister Kay Blankenburg, Andrea Reusch, Hermann Faller, Veronika Ströbl und Laudator Klaus Louis Schmidt, damaliger Sprecher des Kuratoriums der Boxberger-Stiftung Bad Kissingen. Nicht auf dem Foto sind die Co-Autoren und Preisträger Werner Knisel und Heiner Ellgring.

## Geschichte
Der im Jahr 2000 aus Anlass des bevorstehenden 1200-jährigen Jubiläums der ersten urkundlichen Erwähnung der Kurstadt Bad Kissingen (2001) gegründete Preis ist ein Zusammenschluss aus dem vorherigen Boxberger-Preis, benannt nach dem Apotheker Georg Anton Boxberger (1679–1765) in Bad Kissingen, und dem Preis der Stadt Bad Kissingen.
Der Boxberger-Preis wurde erstmals im Jahr 1964 von der 1961 gegründeten Boxberger-Stiftung verliehen und bis 1999 insgesamt elfmal vergeben. Die Boxberger-Stiftung war 1961 aus Anlass des 250. Jahrestages der noch immer bestehenden Bad Kissinger Boxberger-Apotheke (1711) gegründet worden. Der thematisch verwandte Preis der Stadt Bad Kissingen wurde 1970 erstmals und im Jahr 1992 letztmals vergeben. Beide Preise waren mit jeweils 10.000 DM dotiert.
Im Jahr 2000 wurden beide Preise miteinander verschmolzen, um mit einer doppelten Dotierung eines Höchstbetrages von nunmehr 10.000 Euro den neuen Preis attraktiver zu gestalten und das wissenschaftliche Interesse an der Ausschreibung zu erhöhen. Seitdem wird der Boxberger-Preis Bad Kissingen in zweijährlichem Turnus vergeben.

## Aufgabenstellung
Der Boxberger-Preis Bad Kissingen wird vergeben für wissenschaftliche Arbeiten aus dem Bereich der Gesundheitswissenschaft, die in den letzten zwei Jahren in wissenschaftlichen Zeitschriften publiziert wurden oder deren Publikation unmittelbar bevorsteht, inklusive:
- Forschung in Bezug auf Gesundheitsförderung, Gesundheitspsychologie, primäre und sekundäre Prävention
- Forschung in Bezug auf Medizinische Rehabilitation (auch Post-Covid), Patientenschulung und -empowerment
- Forschung in Bezug auf Bewegungsförderung, Bewegungstherapie
- Forschung in Bezug auf ambulante und stationäre Formen der Kur und medizinische Rehabilitation am Kurort, inkl. Kurwesen, Balneologie
- Forschung in Bezug auf die ortsgebundenen Kurmittel Bad Kissingens (Heilquellen)
- Forschung in Bezug auf die ortstypischen Kurmittel (zum Beispiel Moor), die in Bad Kissingen im Rahmen von Kur- und Heilverfahren verabreicht werden

Die wissenschaftliche Arbeit muss eines der genannten Gebiete zum Inhalt haben und auf eigenen Erkenntnissen beruhen. Sie soll die Verbindung des behandelten Themas zum Gesundheitsstandort Bad Kissingen darstellen. Prämiert werden Arbeiten, die einen methodisch und inhaltlich wichtigen Beitrag in den Gesundheitswissenschaften leisten, von der grundlagenorientierten bis zur patientenorientierten klinischen Forschung, einschließlich Versorgungsforschung, in gesundheitsfördernden, präventiven und therapeutischen Verfahren, die in Bad Kissingen zur Anwendung kommen.
Den Preis vergibt der Vorstand der Boxberger-Stiftung Bad Kissingen auf Vorschlag des wissenschaftlichen Kuratoriums, welches die Arbeiten begutachtet.
Bis zur Ausschreibung 2008 durfte die eingereichte Arbeit vor dem offiziellen Abgabetermin niemals veröffentlicht worden sein. Dieser Passus wurde mit der Ausschreibung 2010 geändert; seitdem ist diese Exklusivität nicht mehr gefordert. Allerdings darf seit 2010 die Arbeit nicht älter als zwei Jahre sein.
Eingereichten Arbeiten, denen der Boxberger-Preis Bad Kissingen nicht zugesprochen wird, kann ein Förderpreis in Höhe von bis zu 5000 Euro zuerkannt werden.

## Kuratorium
Das Kuratorium, das alle zwei Jahre die eingereichten Arbeiten begutachtet und die Gewinner dem Vorstand der Boxberger-Stiftung zur Preisverleihung vorschlägt, besteht aktuell aus (alphabetisch):
- Michael Linden, Charité Universitätsmedizin Berlin, Forschungsgruppe Psychosomatische Rehabilitation; Vorsitzender des Kuratoriums der Boxberger-Stiftung Bad Kissingen
- Stephan Achenbach, Direktor der Medizinischen Klinik 2 am Universitätsklinikum Erlangen
- Georg Ertl, Direktor der Medizinischen Klinik und Poliklinik I des Universitätsklinikums Würzburg
- Klaus Pfeiffer, Institut für Sportwissenschaft und Sport an der Universität Erlangen
- Karl-Ludwig Resch, Direktor des DIG Deutsches Institut für Gesundheitsforschung gGmbH, Bad Elster
- Franz Weilbach, Chefarzt der Neurologie an der Klinik Bavaria, Bad Kissingen
- Thomas Keil, Leiter Sachgebiet GE9, Institut für Kurortmedizin und Gesundheitsförderung, Bayer. Landesamt für Gesundheit und Lebensmittelsicherheit (LGL) am Standort Bad Kissingen

## Preise, Preisträgerinnen und Preisträger
(Quelle: )
- 2001 (Jubiläumsjahr 1200 Jahre Bad Kissingen): Den Hauptpreis erhielten Astrid van Tubergen (Akademisches Krankenhaus von Maastricht), Sjef van der Linden (Universität Maastricht) und Albrecht Falkenbach (Sonderkrankenanstalt Rehabilitationszentrum SKA-RZ Bad Ischl) für ihre Arbeit Kompaktkuren bei Morbus Bechterew mit Effektivitätsnachweis und Kosten-Nutzen-Analyse.
- 2004: kein Hauptpreis, aber zwei Förderpreise. Einen Förderpreis (3.000 Euro) erhielten die Psychologen Andrea Reusch (Universität Würzburg) und Veronika Ströbl für ihre Arbeit Gesundheitsverhalten bei Rehabilitanden: Motivation und Verhalten. Der zweite Förderpreis (2000 Euro) ging an die Psychologen Heiner Vogel (Universität Würzburg) und Andrea Benecke für ihre Arbeit Reha-Erwartungen und -Ziele von Diabetes-Patienten: Zur Entwicklung des Kissinger Fragebogens zur Diabetesrehabilitation.
- 2006: Den Hauptpreis teilten sich Thomas Brockow (Deutsches Institut für Gesundheitsforschung Bad Elster) für seine Arbeit Kurörtliche Sole-Phototherapie bei Schuppenflechte und Michael Linden (Klinikum Benjamin Franklin der Charité sowie BfA-Klinik Seehof, Teltow) für seine Arbeit über den Heilungserfolg mit Hilfe der Angehörigen und des sozialen Netzes bei der voll- oder teilstationären Behandlung.
- 2008: Der Hauptpreis ging an Veronika Ströbl und Andrea Reusch (beide Universität Würzburg) und andere für ihre gemeinsame Langzeitstudie Motivation zu gesundheitlichem Handeln bei Patienten in der stationären Rehabilitation.
- 2010: kein Hauptpreis; ein Förderpreis (5000 Euro) wurde an Michael Fischer (Klinik für Rehabilitationsmedizin, Hannover) für seine Arbeit Der Einfluss von Temperaturen und Dauer wiederholter Tauchbäder auf die Anpassung der Schmerzschwelle gesunder Personen vergeben.
- 2012: kein Hauptpreis; einen Förderpreis von 5.000 Euro teilten sich jeweils zur Hälfte Wolfram Kohl (Privatklinik Heartintact, Magdala) für seine Arbeit zum Thema Der Einfluss einer dreiwöchigen bewegungsorientierten Kur in Bad Kissingen auf das kardiopulmonale System 60- bis 90-jähriger Patienten mit Christoph Reichel und Jürgen Streit (beide Hartwaldklinik, Bad Brückenau) für ihre Arbeit Verknüpfung von Variablen zur Erfassung des Gesundheitszustandes bei Morbus-Crohn-Patienten mit der internationalen Klassifikation der Funktionsfähigkeit, Behinderung und Gesundheit und berufsbezogenen Rehabilitationsergebnissen.
- 2014: Der Preis ging an Michael Schuler (Abteilung für Medizinische Psychologie und Psychotherapie an der Julius-Maximilians-Universität Würzburg) für seine Arbeit Formative Evaluation der MBO® Kompakt-Neurowoche in der Klinik Bavaria Bad Kissingen.
- 2016: kein Hauptpreis; ein Förderpreis (5.000 Euro) ging an Universitätsprofessor Uwe Lange, Leiter des Bereichs Physikalische Medizin und Osteologie an der Kerkhoff-Klinik in Bad Nauheim, für seine prospektive, randomisierte Studie Wirkeffekte serieller Heiltorfbäder im Rahmen einer physikalisch-rehabilitativen Komplextherapie bei entzündlich-rheumatischen und degenerativen Erkrankungen.
- 2018: Der Hauptpreis ging zu gleichen Teilen an Elisabeth Angela Boßlet, Christiane Schröder-Neurohr, S. Gräber und Volker Köllner für ihre Gemeinschaftsarbeit Natur als Ressource für die psychosomatische Rehabilitation sowie an Johannes Naumann, Catharina Sadaghiani, Felix Alt und Roman Huber für ihre Arbeit Effects of Sulfate-Rich Mineral Water on Functional Constipation: A Double-Blind, Randomized, Placebo-Controlled Study.
- 2020: Der Hauptpreis wurde an Judith Wais und Wolfgang Geidl für ihre Arbeit Bewegungstherapie in der medizinischen Rehabilitation: eine Bestandsaufnahme auf Einrichtungs- und Akteursebene vergeben.[4]
- 2022: Der Preis wurde für zwei verschiedene Arbeiten vergeben. Preisträgerin und Preisträger sind: Beate Muschalla für die Forschungsarbeit: Prevalence and Correlates of Work-Phobic Anxiety in a National Representative Sample. und Martin Gehlen und Mitarbeiter (Klinik Der Fürstenhof Bad Pyrmont) für eine Arbeit zur verzögerten Diagnosestellung einer Mastozytose-bedingten Osteoporose[5]
- 2024: Ausgezeichnet wurden Veronika Throner, Michaela Coenen, Angela Schuh, Caroline Jung-Sievers und Sandra Kus für ihre Arbeit Multimodales Präventionsprogramm zur Stressreduzierung mit den Ergebnissen einer randomisiert kontrollierten Studie.